# Vibrissina aurifrons
Vibrissina aurifrons là một loài ruồi trong họ Tachinidae.